# Foton Motor
Beiqi Foton Motor Co., Ltd. (trascritto semplicemente come Foton Motor) è una azienda cinese fondata nel 1996 con sede a Changping, Pechino, ed è controllata da BAIC Group. Foton è specializzata nella produzione di veicoli commerciali leggeri e pesanti, autobus, veicoli fuoristrada e pick-up.
Foton ha siglato diverse joint venture con diversi partner stranieri, tra cui Cummins per la produzione di motori in Cina, Daimler AG per la produzione di camion leggeri e pesanti, e Piaggio per il settore dei microvan.

## Storia
Fondata il 28 agosto 1996, Foton produce camion leggeri e pesanti e veicoli commerciali, trattori agricoli e autobus. I primi modelli lanciati sul mercato erano delle copie su licenza del Toyota HiAce H100, ribattezzato "Foton View" e "Foton Alpha" in versione furgone lastrata e passeggeri. Nell'agosto 2002, la società ha iniziato a produrre camion Foton Auman.
Nel marzo 2006 Foton e Cummins hanno annunciato la creazione di una joint venture 50:50 denominata Beijing Foton Cummins Engine Company (BFCEC), per la produzione di motori diesel leggeri dalla cilindrata di 2,8 e 3,8 litri.

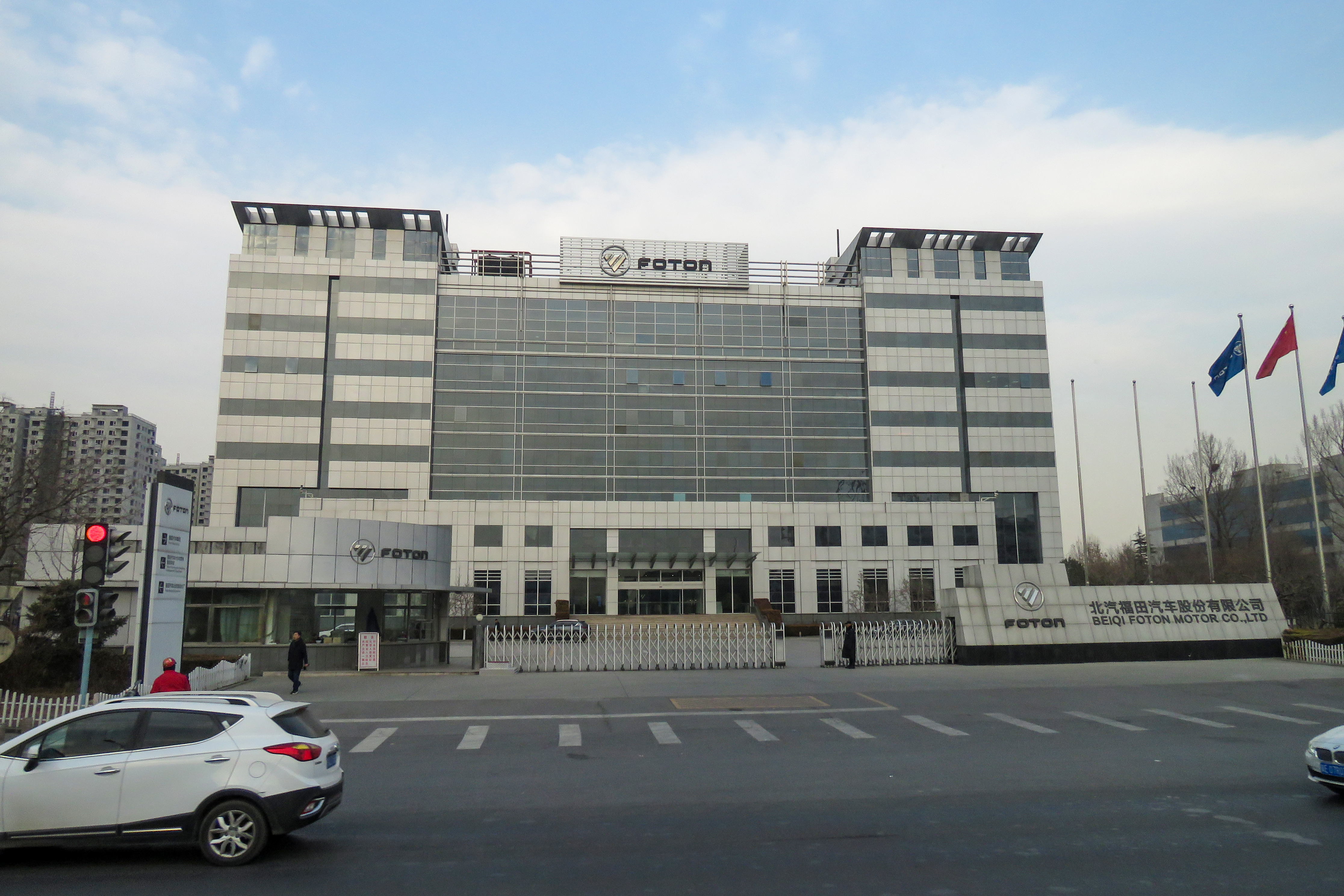
La sede principale di Pechino

Nell'ottobre 2009 Foton ha deciso di costituire una joint venture per sviluppare e produrre batterie per veicoli con il costruttore Pulead Technology Industry Co.
Nel luglio 2010 Foton ha annunciato la creazione di una sede per i mercati est europei a Mosca, in Russia, mentre nel 2011 apre la prima filiale in India.
Nel febbraio 2012, Foton e Daimler AG hanno costituito una joint venture 50:50, la Beijing Foton Daimler Automotive, con un investimento di 6,35 miliardi di RMB. La joint venture è destinata alla produzione di nuovi camion medio-pesanti a marchio Foton nello stabilimento di Auman e la condivisione della rete di vendita e assistenza Foton in Cina con la Daimler. Nel 2016 viene presentato il nuovo trattore stradale Auman completamente riprogettato su telaio e cabina del Mercedes-Benz Actros.

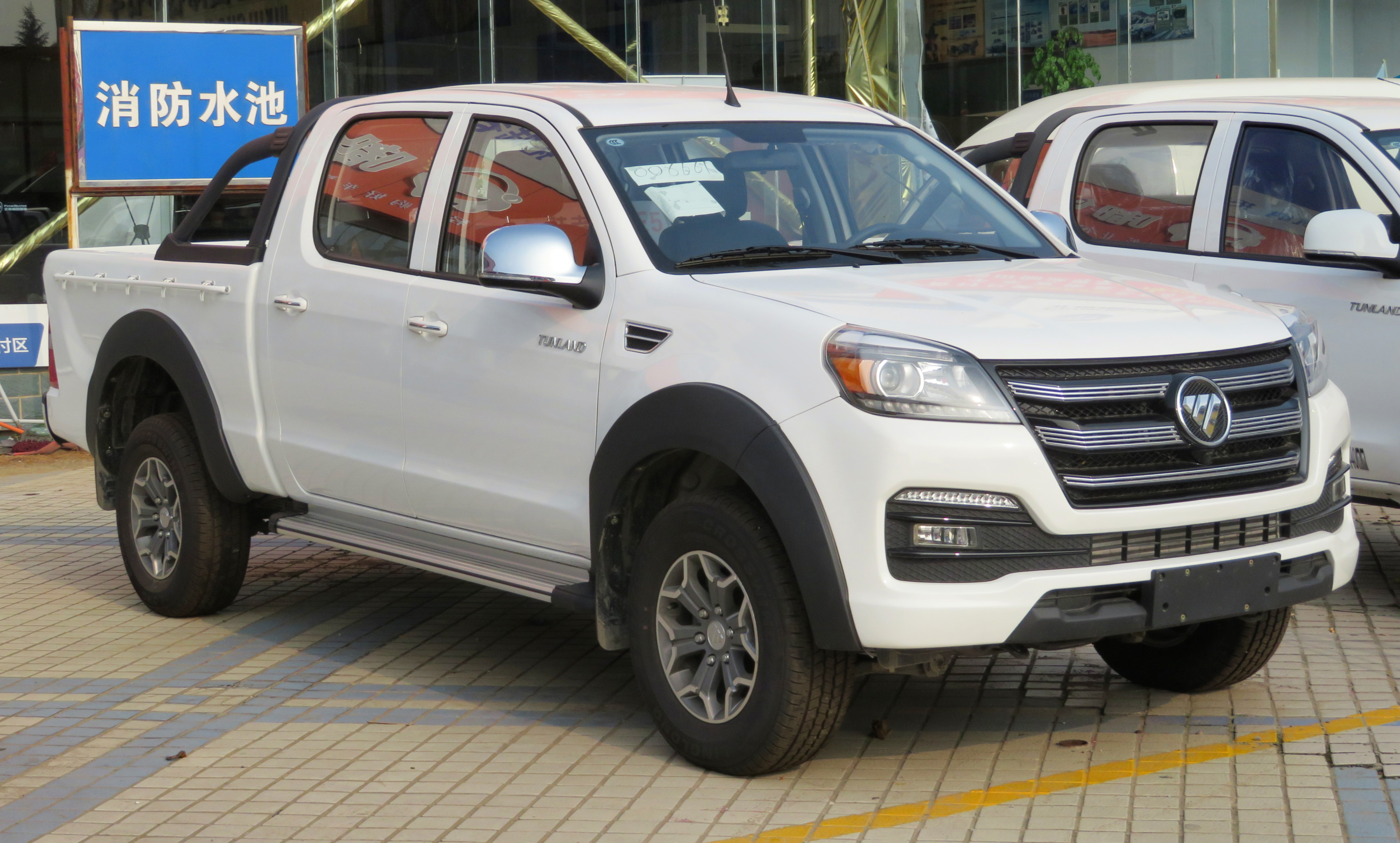
Pick-up Foton Tunland

A settembre 2017 Foton e Piaggio hanno concordato di costituire una joint venture per sviluppare e produrre piccoli veicoli commerciali leggeri. L'accordo prevede la produzione da parte di Piaggio di un nuovo furgoncino basato sul telaio dei microvan Foton, e che il nuovo veicolo deve essere venduto dalla divisione Piaggio Commercial Vehicle in Europa e in tutti i mercati del mondo, ad esclusione della Cina. Il veicolo è destinato ad essere il successore di Piaggio Porter e la produzione doveva iniziare a metà 2019 a Pontedera (Italia) con parte dei componenti prodotti da Foton in Cina.
Nell'agosto 2018, Foton Motor ha annunciato di istituire un impianto in Bangladesh entro il prossimo anno per assemblare veicoli commerciali in una joint venture con ACI Motors.
Nell'ottobre del 2019 parte la produzione in Egitto degli autobus Foton elettrici per mezzo di un accordo con il Ministero della Produzione Militare egiziano e la società egiziana IMUT che prevede la produzione locale di 2000 unità nell'arco di 4 anni.